# マドリード-バリャドリッド高速線

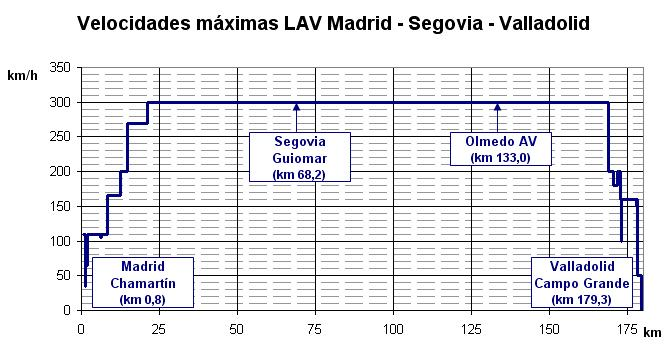
最高速度の表

マドリード-セゴビア-バリャドリッド高速線(西: Línea de alta velocidad Madrid-Segovia-Valladolid)は、はスペインの首都マドリードと北西部のカスティーリャ・イ・レオン州の州都で、バリャドリッド県の県都であるバリャドリッド間180kmを結ぶ標準軌の高速鉄道路線で、運行はレンフェが行っている。マドリード方のターミナル駅はチャマルティン駅である。2007年12月23日に開通した高速線であり、スペインの高速鉄道の北および北西回廊の最初の部分を構成する。 途中のグアダラマ山脈の区間は28.4kmのスペインでは一番長いグアダラマトンネルがある。 
インフラおよび運輸に関する戦略計画(PEIT) 2005-2020によると、この路線は以下に接続することになる。
- オルメド-サモラ-ガリシア高速線（スペイン語版）
- パレンシアとレオン（バリャドリッド-パレンシア-レオン高速線（スペイン語版））、そしてアストゥリアス（レオン-アストゥリアス高速線（スペイン語版））へ
- ベンタ・デ・バニョス-ブルゴス-ビトリア高速線（スペイン語版）、そしてこれは将来のログローニョ-ミランダ・デ・エブロ高速線（スペイン語版）とバスクYと接続予定
- チャマルティン駅とアトーチャ駅の間に標準軌とした第3トンネル（スペイン語版）を建設することにより、アトーチャ駅から出発する他の高速路線とも接続

この路線は、時速350kmでの運行が可能なプラットフォーム、ERTMS IIおよびデジタルASFA信号、分岐側通行可能速度220km/hの分岐器を備えており、サンペドロトンネル9km、グアダラマトンネル28kmのおかげで、北部一般路線（マドリード - アンダイエ在来線）のルートと比べて70km以上（28％）短縮されている。さらに、チャマルティン、バルデスティージャス、バリャドリッドに設置された3つのデュアル軌間変更設備のおかげで、マドリードとスペイン北西部の間のすべてのルートで移動時間が短縮された。

## 技術的な特徴
- 開業：2007年12月22日（翌日に列車走行開始）
- 概算費用：42億ユーロ（約7億ユーロはバリャドリッドの幹線鉄道網(Red Arterial Ferroviaria de Valladolid, RAF) [2]の改良に対応）
- 入札：1998年に政府からGIF（現在のADIF ）に委託された
- 中間駅：セゴビア-ギオマール（68.3キロポスト）
- 133.8キロポストには、ガリシア高速線に向かう分岐点があり、分岐した線路を220 km/hで走行可能（立体交差で乗り越し）。

| 長さ                 | 179.6 km                                                                |
| トンネルの全長       | 42.1 km                                                                 |
| 高架橋の全長         | 2 km                                                                    |
| 軌間                 | 標準軌（1,435 mm）                                                      |
| 電化                 | 交流 25 kV 50 Hz                                                        |
| 最大速度             | 350 km / h                                                              |
| 信号保安設備         | ASFAデジタルおよびERTMS II                                              |
| プラットフォームの幅 | 16メートル                                                              |
| PAET                 | 3（ソト・デル・レアル、ガルシリャン、オルメド）                         |
| PB                   | 3（トレス・カントス、ナバ・デ・ラ・アスンシオン、バルデスティージャス） |
| 軌間変更設備         | 2（チャマルティン、バルデスティージャス）                               |

- グアダラマトンネル（西側：28,407.70 m、東側：28,418.66 m）
- サン・ペドロトンネル（8,930 m）
- アロヨ・デル・バジェ高架橋（1,796 m、最大高さ77.8 m）
- タブラディージョトンネル（2,000 m）
- ラ・フエンテシーリャトンネル（1,900 m）
- ピナール・デ・アンテケラトンネル（1,000 m）（2009年11月8日開通）

### 最高速度
ERTMS信号設備が使用されている路線の最大許容速度は右表のとおりである。なお、最高速度300km/hが認められているのは、147km（全線の82％）のみである。

## 移動時間の短縮
タルゴ列車は、新しいレンフェ130系のアルビア列車に置き換えられ、機関車の駆動部分全体も含めて軌間変更可能になった。したがって、これらの列車はバルデスティージャスまたはバリャドリッドの軌間変更施設を通過して、この高速線から北部一般路線に合流し、その逆も同様である。マドリード - バリャドリッド区間では、距離が短くなり、商用速度が上がるため、移動時間が短縮される。
ガリシアからのアルビアの列車はペドラルバ・デ・プラデリアで軌間を変え、そこから高速線を走ってマドリードに行くため、時間を節約できている。同様に、マドリードとバスクの間のアルビアはバリャドリッドの北側やベンタ・デ・バニョスには軌間変更設備がないため、ベンタ・デ・バニョス-ブルゴス間の路線が完成するまでは、バルデスティラスの軌間変更設備を使用している。
| 行き先 （マドリード起点） | 以前の列車種別 | 所要時間 | 距離   | 平均速度    | 現在の列車種別  | 所要時間 | 距離     | 平均速度    | 短縮した時間 |
| ------------------------- | -------------- | -------- | ------ | ----------- | --------------- | -------- | -------- | ----------- | ------------ |
| ブルゴス                  | Talgo          | 3:22     | 282 km | 83.76 km/h  | Alvia           | 2:18     | 301 km   | 131 km/h    | 1:04         |
| ヒホン                    | Talgo          | 6:15     | 591 km | 94.56 km/h  | Alvia           | 5:05     | 521 km   | 102.49 km/h | 1:10         |
| イルン                    | Intercity      | 6:50     | 640 km | 93.66 km/h  | Alvia           | 5:43     | 570 km   | 99.7 km/h   | 1:06         |
| レオン                    | Talgo          | 3:50     | 420 km | 109.57 km/h | AVE             | 1:56     | 345.5 km | 178.7 km/h  | 1:54         |
| ミランダ・デ・エブロ      | Talgo          | 4:26     | 371 km | 83.68 km/h  | Alvia           | 3:09     | 390 km   | 124 km/h    | 1:17         |
| オビエド                  | Talgo          | 5:43     | 559 km | 97.78 km/h  | Alvia           | 4:34     | 489 km   | 107 km/h    | 1:09         |
| パレンシア                | Talgo          | 2:50     | 298 km | 105.18 km/h | AVE             | 1:19     | 230 km   | 174.6 km/h  | 1:31         |
| サン・セバスティアン      | Intercity      | 6:25     | 623 km | 97.09 km/h  | Alvia           | 5:17     | 553 km   | 104.7 km/h  | 1:08         |
| サンタンデール            | Talgo          | 5:35     | 515 km | 92.24 km/h  | Alvia           | 4:20     | 445 km   | 103 km/h    | 1:15         |
| セゴビア                  | Regional       | 2:03     | 101 km | 49.27 km/h  | AVE/Alvia/Avant | 0:27     | 68.3 km  | 151.7 km/h  | 1:36         |
| バリャドリッド            | Talgo          | 2:23     | 249 km | 104.48 km/h | AVE             | 0:53     | 179.3 km | 202.6 km/h  | 1:30         |
| ビトリア                  | Intercity      | 4:39     | 493 km | 106.02 km/h | Alvia           | 3:36     | 423 km   | 117.5 km/h  | 1:03         |

## 本路線を走行する列車
| 列車  | <<                         | >>                         | 途中停車駅 | 車両  | 所要時間                                                                                                |
| ----- | -------------------------- | -------------------------- | --- | ----- | --- |
| AVE   | マドリード＝チャマルティン | レオン                     | パレンシア | 112系 | 2:06（ASFA 200）/ 1:45（ERTMS）                                                                         |
| AVANT | マドリード＝チャマルティン | セゴビア＝ギオマール       | 無停車 | 114系 | 0:28 |
| AVANT | バリャドリッド             | マドリード＝チャマルティン | セゴビア＝ギオマール | 114系 | 1:05 |
| Alvia | マドリード＝チャマルティン | アンダイエ                 | セゴビア＝ギオマール、バリャドリッド＝カンポグランデ、ブルゴス＝ロサ・マンサノ、ミランダ・デ・エブロ、ビトリア-ガステイス、アルサスア駅、サン・セバスティアン、イルン  | 120系 | バルデスティージャスで軌間変更                                                                          |
| Alvia | マドリード＝チャマルティン | ビルバオ＝アバンド         | セゴビア＝ギオマール、バリャドリッド＝カンポグランデ、ブルゴス＝ロサ・マンサノ、ミランダ・デ・エブロ、ラウディオ/リョディオ                                            | 120系 | バルデスティージャスで軌間変更                                                                          |
| Alvia | マドリード＝チャマルティン | サンタンデール             | セゴビア＝ギオマール、バリャドリッド＝カンポグランデ、パレンシア、アギラル・デ・カンポオ、レイノサ、トレラベガ                                                         | 130系 | パレンシアで軌間変更 1日1往復、アリカンテ行きの列車を増発                                               |
| Alvia | マドリード＝チャマルティン | ヒホン                     | セゴビア＝ギオマール、バリャドリッド＝カンポグランデ、パレンシア、サアグン、レオン、ミエレス-プエンテ、オビエド                                                        | 130系 | レオンで軌間変更 1日1往復、アリカンテ行きの列車を増発                                                   |
| Alvia | マドリード＝チャマルティン | ア・コルーニャ             | セゴビア＝ギオマール、メディナ・デル・カンポ、サモラ、プエブラ・デ・サナブリア、グディーニャ、オウレンセ・エンパルメ、カルバリーニョ、サンティアゴ・デ・コンポステーラ | 730系 | ペドラルバ・デ・プラデリアで軌間変更                                                                    |
| Alvia | マドリード＝チャマルティン | ビーゴ＝ウルサイス         | （*）ポンテベドラ | 730系 | （*）マドリード - ア・コルーニャ間の列車にオウレンセまで／から併結 ペドラルバ・デ・プラデリアで軌間変更 |
| Alvia | マドリード＝チャマルティン | サラマンカ                 | セゴビア-ギオマール | 121系 | メディナ・デル・カンポで軌間変更                                                                        |

## ギャラリー

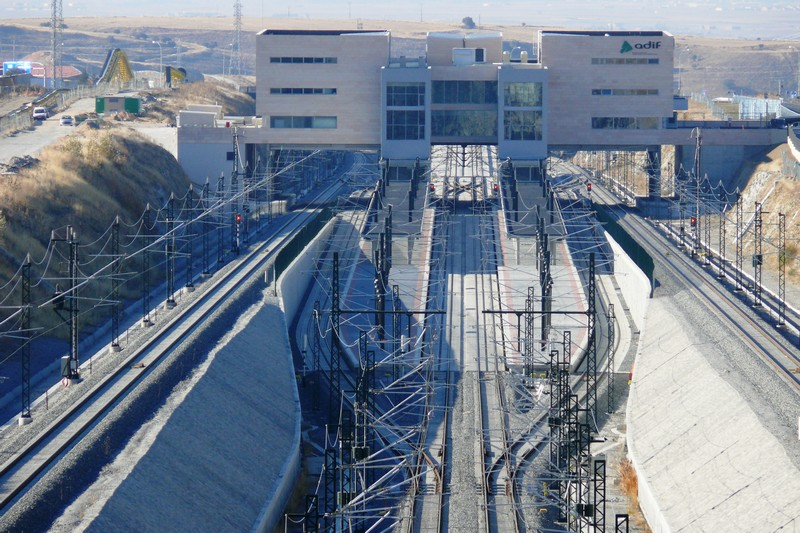
途中区間のセゴビア・ギオマール駅。外側の線は通過線。
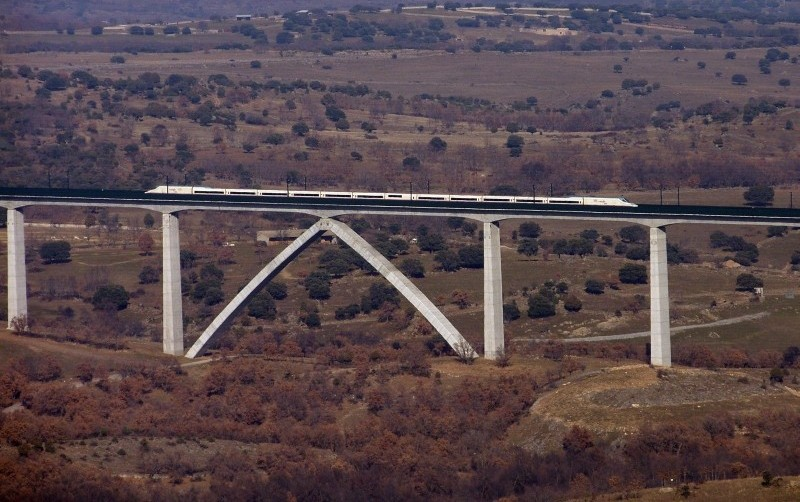
新線区間のS102
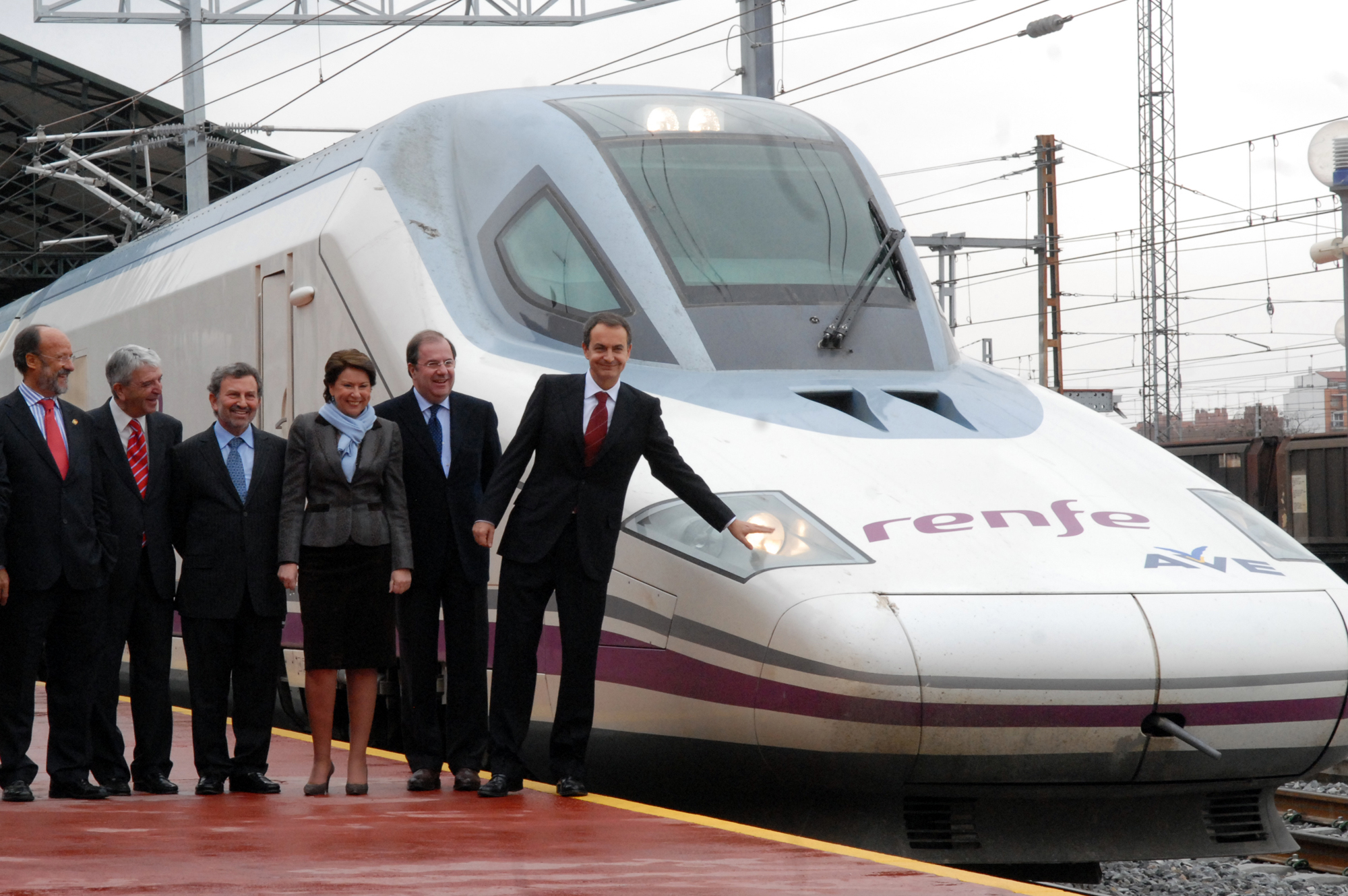
ホセ・ルイス・ロドリゲス・サパテロ首相とフアン・ビセンテ・エレーラ カスティーリャ・イ・レオン州首相、マグダレーナ・アルバレス（スペイン語版）公共事業大臣が臨席した、2007年12月22日にバリャドリッド-カンポグランデ駅で開催された開通式典での模様